# Borgholm–Böda Järnväg

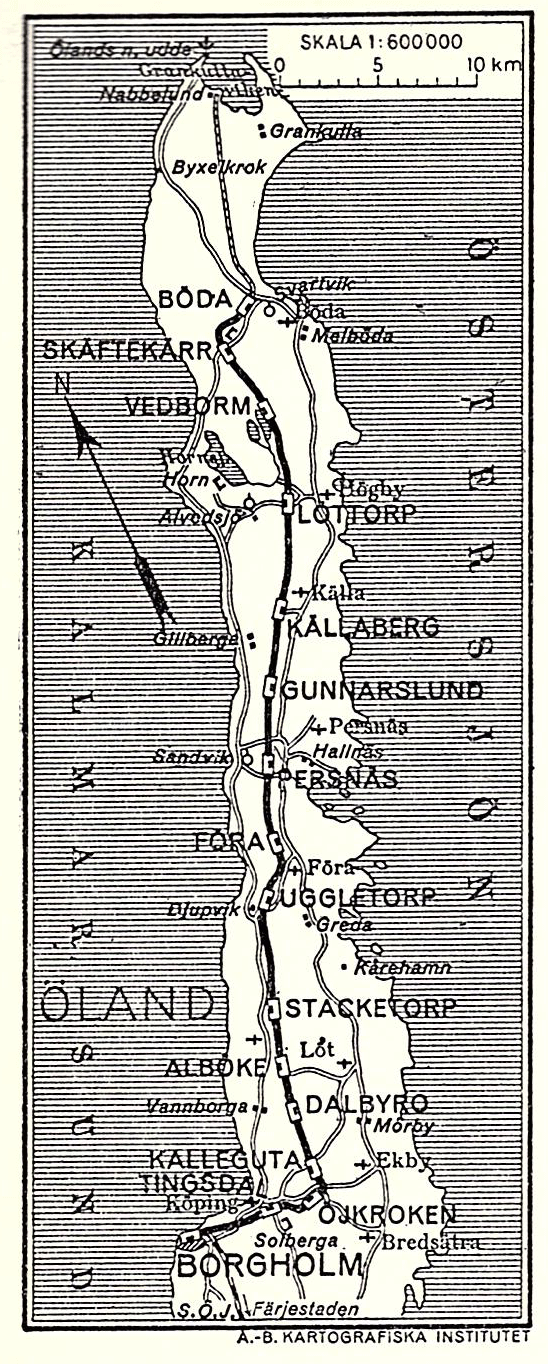
BBF. Karta 1926.

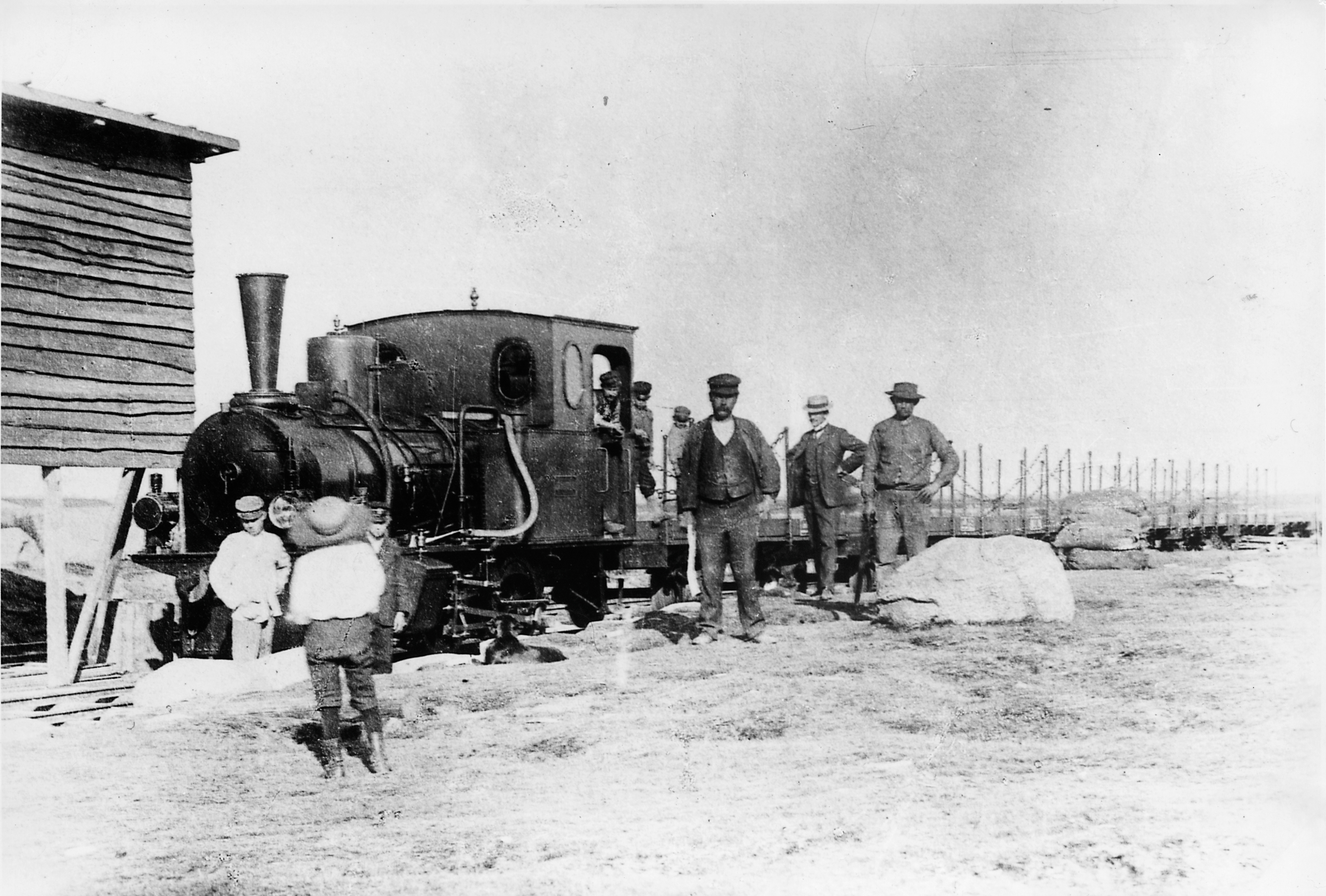
Loket Böda med arbetståg, tillverkat av Orenstein & Koppel 1905.Fotografiet taget 1906.

Borgholm – Böda Järnväg (BBJ) var en 55 km lång 891 mm smalspårig järnväg mellan Borgholm och Böda på Öland i Kalmar län. Banan invigdes den 7 december 1906. Banan uppgick den 1 januari 1928 tillsammans med Södra Ölands Järnväg (SÖJ) i Ölands Järnvägar.

## Historik
Järnvägsaktiebolaget Borgholm–Böda erhöll koncession den 11 december 1903. Bolaget fick ett statsbidrag på 175 000 kr, kommunerna tecknade aktier för 206 700 kr varav Borgholms stads del var 121 700 kr och enskilda tecknade aktier för 40 650 kr. Ett statslån erhölls på 419 000 kr. Anbudet för byggandet av järnvägen var 207 000 kr. Det första tåget gick den 1 december 1906 och järnvägen invigdes den 7 december 1906.
Vid byggandet planerade bolaget att transportera virke från kronoparken norr om Böda men staten byggde en hamn och ett sågverk vid Grankullaviken och virkestransporterna uteblev. Ekonomin var hela tiden dålig, styrelsemedlemmarna fick gå i personlig borgen och det var svårt att få kommunerna att tillskjuta medel. Den gemensamma skulden för BBJ och SÖJ uppgick till nästan 1,4 miljoner kronor 1927 och endast SÖJ betalade en del ränta. Riksdagen beslutade 1927 att lånen skulle avskrivas till 800 000 kronor och vara räntefria i 3 år och halv ränta i ytterligare två år. Villkoret var att BBJ och SÖJ blev sammanslagna. Det fanns inget val utan den 1 januari 1928 tog ett nytt bolag Ölands Järnväg över verksamheten.

### Fordon
För driften införskaffades tre stycken tanklok från Tyskland alla tillverkade av Orenstein & Koppel. Det köptes 48 två axlade godsvagnar, två boggiepassagerarvagnar, tre tvåaxlade passagerarvagnar och två postvagnar. Personvagnarna var tillverkade av Fole Mekaniska Verkstad från Gotland. Det byggdes lokstall med vändskiva i Böda och Borgholm.